# Biała Woda (Jaworki)

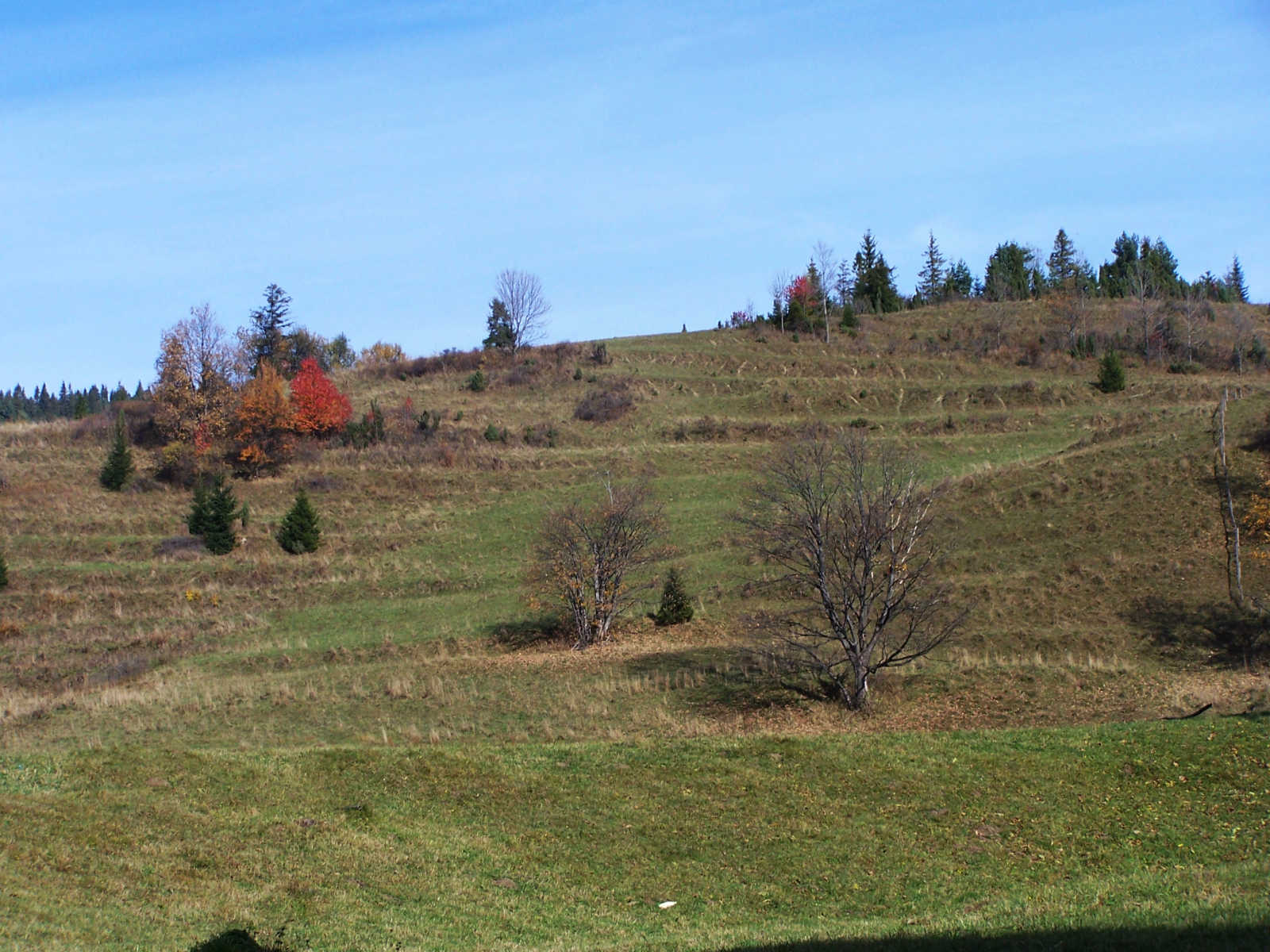
Zarastające pola uprawne dawnej wsi

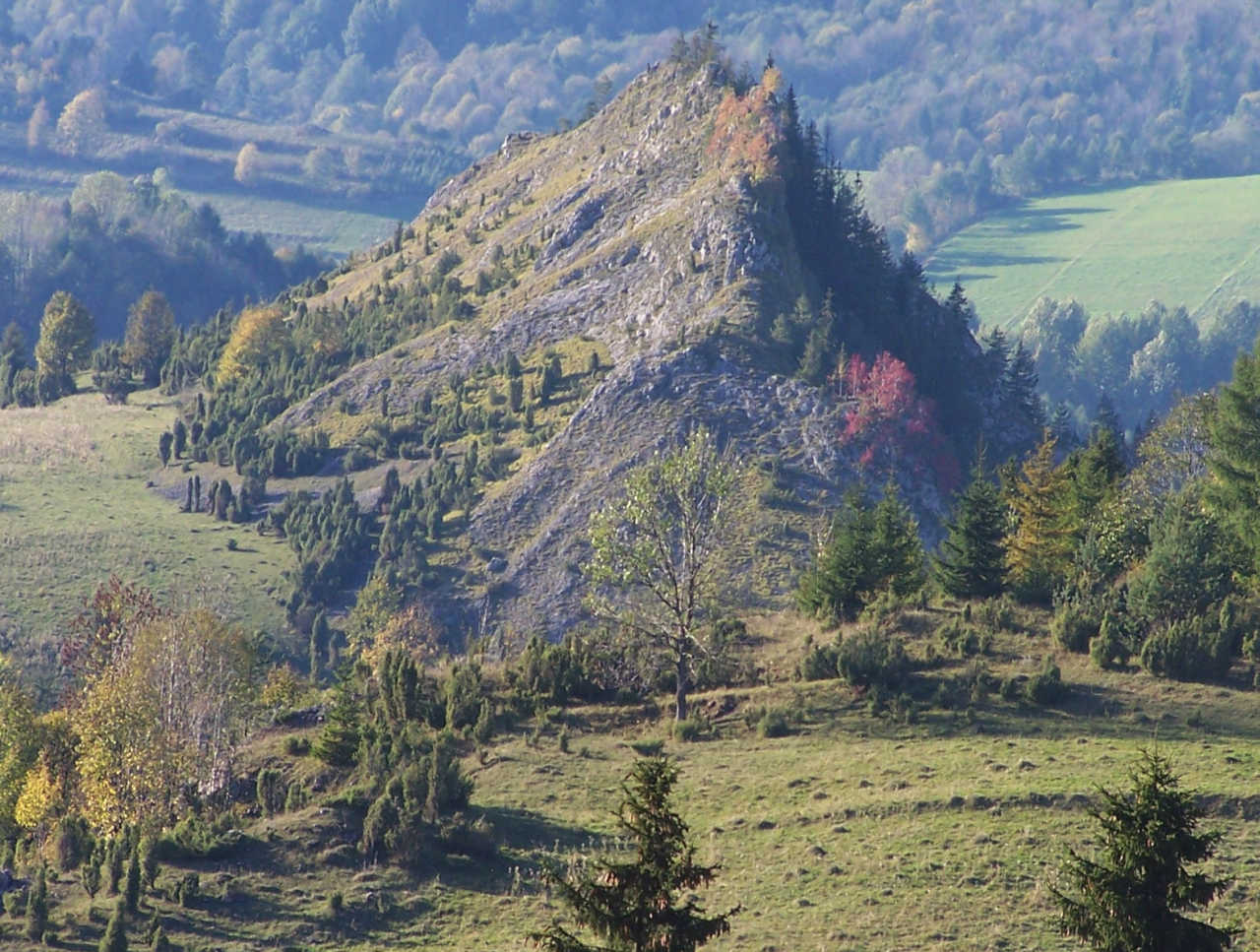
Fragment rezerwatu przyrody na terenie dawnej wsi

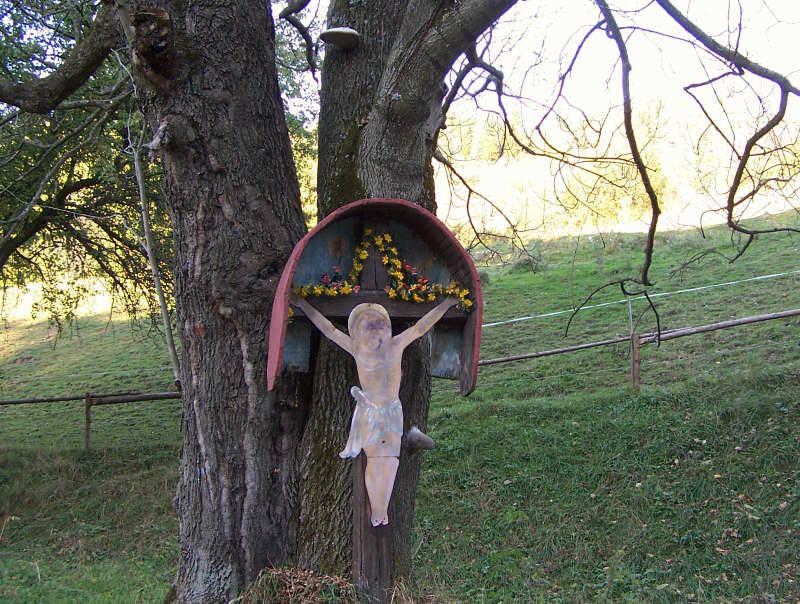
Ocalała figurka

Biała Woda (łem. Біла Вода) – część wsi Jaworki w Polsce położona w województwie małopolskim, w powiecie nowotarskim, w gminie Szczawnica. 
Biała Woda położona jest w dolinie potoku Biała Woda.

## Historia
Od drugiej połowy XIV wieku okoliczne tereny były wypasane przez pasterski lud Wołochów, którzy przynieśli ze sobą kulturę pasterstwa. Z czasem zaczęli się osadzać w dolinach. Powstała wieś lokowana na prawie wołoskim. W 1651 roku było tu 9 zagrodników, odrabiali po 12 dni pańszczyzny i zobowiązani byli do służby wojskowej. Jej mieszkańcy Rusini, należący do grupy określanej jako Łemkowie utrzymywali się dalej z pasterstwa, ale zaczęto także karczować lasy pod uprawę ziemi. Z czasem ludność wsi tak się powiększyła, że lasy ostały się już tylko w zupełnie nieprzydatnych do uprawy stromych ścianach wąwozów lub na bardzo skalistym terenie. Pola uprawne uległy ogromnemu rozdrobnieniu. Mieszkańcy znani byli także z naprawy stłuczonych garnków glinianych, które po sklejeniu przeżutym chlebem żytnim wzmacniali drutem. Biała Woda była niepisaną „stolicą” druciarzy. Drutując garnki docierali nawet po Warszawę i Kijów. W latach 1738–1739 wydobywano też topniki i rudę żelaza dla huty w Szlachtowej. 
Dawniej tereny te określano nazwą Rusi Szlachtowskiej. Wieś oddzielona była od pozostałej części Łemkowszczyzny przez pasmo Radziejowej, oraz zdominowaną przez polską ludność doliną Popradu. Wskutek tego jej mieszkańcy podlegali silnym wpływom polskim i słowackim. W 1931 w Białej Wodzie na powierzchni 15,3 km² było 110 zagród, w których mieszkało 494 ludzi. Inwentarz liczył 21 koni, 323 krowy i 411 owiec.
Po II wojnie światowej w 1947 r. w ramach Akcji „Wisła” cała ludność wsi została wysiedlona, a zabudowania spalone. Z całej wsi ocalał jeden tylko dom (kilkaset metrów na południe od rezerwatu przyrody Biała Woda, na dawnym osiedlu Kornaje), oraz urocza, murowana kapliczka kryta gontami przed wejściem do tego rezerwatu. Można jeszcze odnaleźć fundamenty domów, resztki podmurowań i zdziczałe drzewka owocowe, a także nasadzone okazy lipy szerokolistnej i kasztanowca zwyczajnego. Na stromych górskich stokach widoczne są tarasy dawnych pól uprawnych, częściowo już zarastające drzewami. Opustoszałe tereny wykorzystywane były przez jakiś czas w celach pasterskich – w okresie socjalizmu istniała spółdzielnia (w lesie na zboczach Wierchliczki jeszcze stoi drewniany, zrujnowany jej budynek) i paśli tutaj owce górale z Podhala.
Po wysiedleniu Łemków wieś została następnie zasiedlona powtórnie, głównie przez ludność ze Spisza i Podhala. Na terenie dawnej wsi Biała Woda w dolinie potoku utworzono w 1963 rezerwat przyrody Biała Woda, jeden z najładniejszych rezerwatów Pienin, licznie odwiedzany przez turystów. Na dawnych polach uprawnych prowadzony jest tzw. wypas kulturowy owiec i bydła, a przez teren wsi prowadzą popularne szlaki turystyki pieszej, rowerowej i konnej. Przyczyną dużej ich popularności są rozległe widoki na Pieniny, Tatry, Beskid Sądecki, Gorce i słowackie góry, jakie roztaczają się z otwartych, bezleśnych partii wierzchołkowych wzniesień ponad doliną Białej Wody. Niestety, akcja ich zalesiania prowadzona przez Nadleśnictwo Krościenko niewątpliwie spowoduje spadek ich atrakcyjności turystycznej.
1 stycznia 2008 obszar Białej Wody został wyłączony spod administracji miasta Szczawnicy (w związku ze zmianą rodzaju gminy z miejskiego na miejsko-wiejski) i przyłączony do nowo powstałej (również wyłączonej ze Szczawnicy) wsi Jaworki, otrzymując ze względu na swoją historyczną wartość status części wsi.
Z dawną wsią Biała Woda związane są liczne legendy (zob. link zewn.)

## Szlaki turystyczne
– żółty: Jaworki – rezerwat przyrody Biała Woda – Przełęcz Rozdziela
 – niebieski biegnący grzbietami gór i przełęczami wzdłuż granicy słowacko-polskiej Wierchliczkę, Przełęcz Rozdziela, Szczob i Przełęcz Gromadzką.
 – rowerowy: Szczawnica – Jaworki – Biała Woda – przełęcz Rozdziela i Obidza